# ウジェーヌ・カリエール
ウジェーヌ・カリエール（Eugène Carrière, 1849年1月16日 - 1906年3月27日）は、フランスの画家。褐色の靄がかかったような独特の絵画手法で知られる。彫刻家のオーギュスト・ロダンとも親しかった。

## 概要
19世紀後半、パリで印象派が勃興し、時代の一大潮流を築いていた一方で、それを乗り越えようとする芸術運動として、象徴主義が生まれた。外界の現実よりも観念の世界に目を向けるこの運動に、彼は独自の立場で参加した。カリエールはもともと多彩な芸術家で、挿絵や彫刻も手がけた。彼の初期の絵画は色彩が豊かであったが、最終的には母子像や著名人の肖像画を靄がかかったような茶褐色の画面で表現するなど、明暗を強調した神秘的な作品を制作するようになった。

## 生涯
1849年1月16日ウジェーヌ・カリエールはフランスのグルネ＝シュル＝マルヌに、保険業を営む父レオン・カミーユ・ジョゼフ・カリエールの子として生まれる。カリエールは父に画家になることを反対されていたが、1869年ついにパリにでて国立美術学校に入学する。その後、1870年にフランスとプロシアの間に普仏戦争が起こると、カリエールはアルザスの守備隊に入隊するも、ストラスブールの陥落により彼はプロシアの捕虜となりドレスデンに送られる。講和条約の締結後、カリエールは解放され、パリに戻りアレクサンドル・カバネルのもとで絵画の勉強を再開し、1876年にローマ賞を獲得する。
1878年にソフィー・アデライド・デムーソーと結婚してからは、セーヴル磁器製作所での皿やカップの装飾や、家具の装飾の仕事で生計をたてていた。カリエールは1878年からサロン・ド・パリに出展していたが、1884年にようやく美術批評家ロジェ・マルクスの注目を浴び、翌年のサロン（フランス芸術家協会のサロン）で《病める子供》が国家買い上げとなった。
その後もサロンへの出展を重ねる一方で、若い画家の育成にも力をいれ、1898年には、画塾「アカデミー・カリエール」を創設する（後にこのアカデミーからは、マティスやドランといった有名な画家を輩出している）。またカリエールはパリ万国博覧会のポスターやヴィクトル・ユゴーの挿絵を描き、サロン・ドートンヌの創設に関わるなど精力的に活動している。しかし、1905年に2度目の喉頭癌の手術を受けてからは、ほとんど声も出せず、衰弱も激しくなり、翌年1906年3月26日に死去した。

## ロダンとの関わり
ロダンとカリエールがいつどこで出会ったかを明確にする記録は残っていないが、ともに同時期にセーヴル磁器製作所で働いていたことから、ここで出会った可能性が高い。また二人はともに、フランス芸術家協会から離反した国民美術協会の設立に携わっている。他に、カリエールは1900年のロダン展のためにそのカタログ表紙に絵を描いているし、ロダンはカリエールのデスマスクをとっている。また作品の上でも、二人には類似点があるとされる。例えば、荒削りしかしていないロダンの彫刻と背景の不明瞭なカリエールの人物画は、ともに未完成であるという批判を受けたのである。同様に、分割、結合、反復、歪曲といった彼らの手法にも類似点が認められる。

## 文学との接点
カリエールは、文学にも造詣が深かった。彼はエドモン・ド・ゴンクールの自宅で日曜日ごとに開かれていた文学サークル「グルニエ (Grenier)」に参加し、エミール・ゾラ、アルフォンス・ドーデ、ギュスターヴ・ジェフロワなどとともに、ゴンクールの思想に深く傾倒していった。また、彼はヴィクトル・ユゴー生誕100周年の際にユゴーの遺言執行人から依頼を受けて、『レ・ミゼラブル』の登場人物であるファンティーヌを描いているし、別の機会にもユゴーの詩「眠れるボアズ」のために挿絵を描いている。

## その他
2006年春、東京の国立西洋美術館にて「ロダンとカリエール」の展覧会が開催された。この展覧会はオルセー美術館にも巡回した。日本で企画された展示会がオルセー美術館でも開催されたのはこれが初めてのことである。

## カリエールの作品

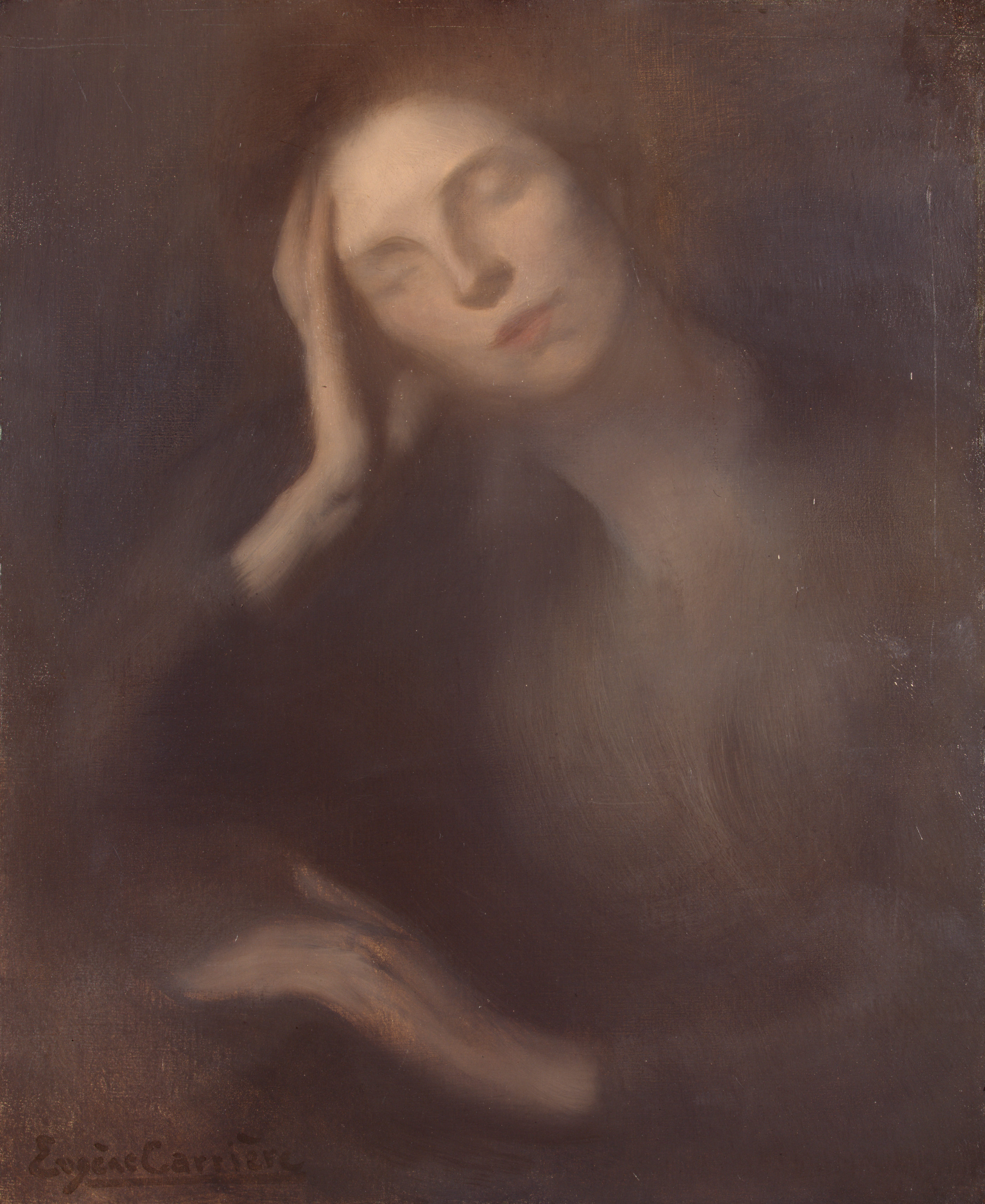
『テーブルに肘をつく女性』（1893年）エルミタージュ美術館
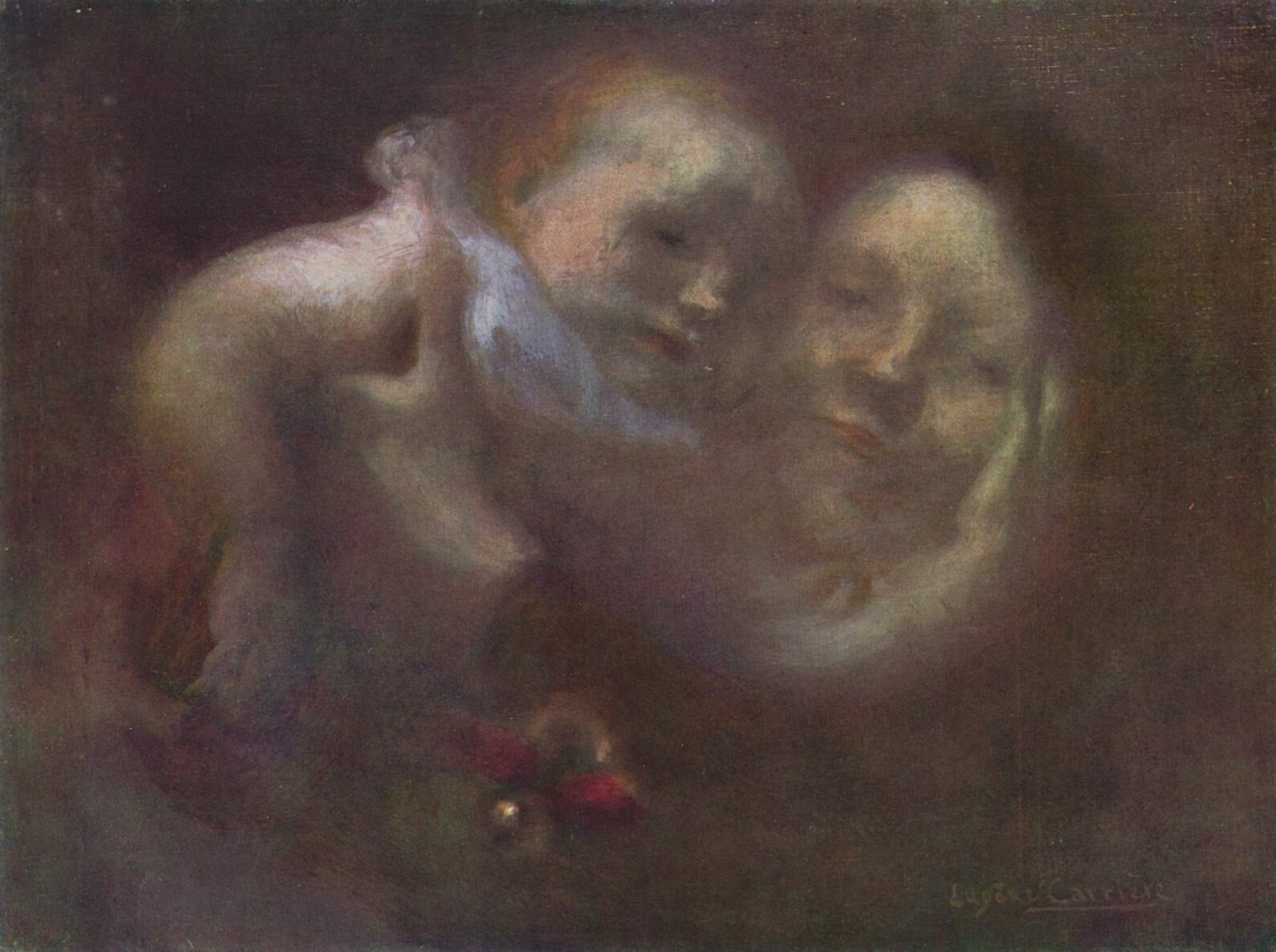
『母子像』（1890年頃）ブダペスト西洋美術館
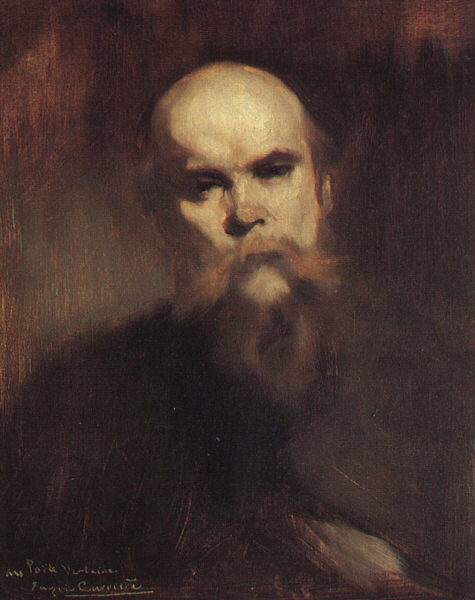
『ポール・ヴェルレーヌの肖像』（1890年）オルセー美術館

## 作品を収蔵する主な美術館

### 日本
- 新潟市美術館
- 大原美術館
- ポーラ美術館

### 海外
- オルセー美術館
- ロダン美術館
- プーシキン美術館

## 書目
- Séailles, Gabriel (1901). Eugéne Carrière, l'homme et l'artiste: Compositions et croquis de E. Carriére gravés par Mathie. Paris: Pelletan
- Geffroy, Gustave (1901). L'oeuvre de E. Carrière (The Works of E. Carrière). Paris: H. Piazza
- Morice, Charles (1906). Eugéne Carrière: L'homme et sa pensée; l'artiste et son œuvre; essai de nomenclature des oeuvres principales. Paris: Société du Mercure de France
- Faure, Elie (1908). Eugéne Carrière, peintre et lithographe. Paris: H. Floury
- Musée d'Orsay; Kokuritsu Seiyo Bijutsukan (National Museum of Western Art) (2006). Auguste Rodin; Eugène Carrière. Paris: Flammarion. ISBN 978-2-08-011626-0
- Agnès, Lauvinerie; Eduardo Leal de la Gala (2006). Moi, Eugène Carrière. Paris